# بوآ ویستا دو اینکرا
بوآ ویستا دو اینکرا (به پرتغالی: Boa Vista do Incra) یک منطقهٔ مسکونی در برزیل است که در ریو گرانده جنوبی واقع شده‌است. بوآ ویستا دو اینکرا ۲٬۶۱۶ نفر جمعیت دارد.